# Kanyamanza
Kanyamanza är ett vattendrag i Burundi.   Det ligger i provinsen Kirundo, i den norra delen av landet, 150 kilometer nordost om huvudstaden Bujumbura.
Omgivningarna runt Kanyamanza är en mosaik av jordbruksmark och naturlig växtlighet. Runt Kanyamanza är det ganska tätbefolkat, med 207 invånare per kvadratkilometer.